# Lonoke megye (Arkansas)
Lonoke megye az Amerikai Egyesült Államokban, azon belül Arkansas államban található. Megyeszékhelye Lonoke. Lakosainak száma 74 015 fő (2020. április 1.). Lonoke megye White, Jefferson, Prairie, Arkansas, Pulaski és Faulkner megyékkel határos.

## Népesség
A megye népességének változása:
| Lakosok száma | 68 696 | 69 376 | 70 025 | 70 753 | 71 645 | 74 015 |
|               | 2010   | 2011   | 2012   | 2013   | 2015   | 2020   |